# Île de Boëd
Die Île de Boëd ist eine landnahe, unbewohnte Gezeiteninsel im Nordosten des Golf von Morbihan in der Gemeinde Séné in der Bretagne in Frankreich. Die „bwèt“ ausgesprochene Insel wurde im Atlas des Jahres 1693 noch „Île de Rouet“ genannt.
Die etwa 15 ha große Insel ist etwa 1,5 km lang und an der schmalsten Stelle weniger als 100 m breit.

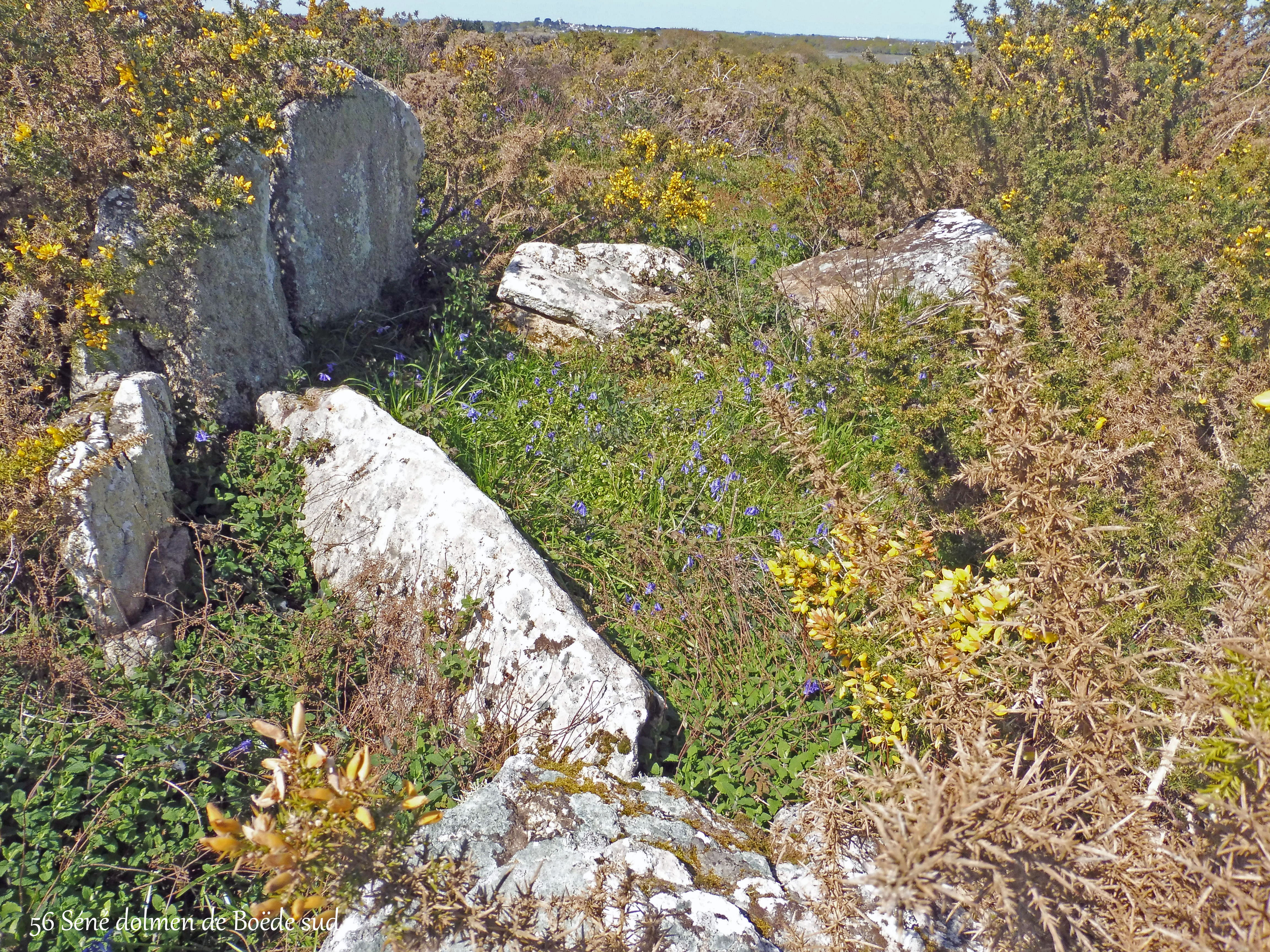
Dolmen auf Boëd

Bei Ebbe ist die Île de Boëd ist zu Fuß erreichbar. Das ermöglicht die Besichtigung der erhaltenen Überreste eines der einst vier Dolmen im Osten der Insel. Es fanden sich auch Spuren von zwei Hügelgräbern und sechs Salzsieder Werkstätten. Südlich der Insel ist das Gelände von Seegraswiesen bedeckt und hat einen fragilen Unterwasserlebensraum. Dies ist einer der letzten beiden Plätze dieser Art im Golf von Morbihan (neben der Île d'Ilur). Sie unterstehen besonderem Schutz.